# Lotte Eriksen
Lotte Eriksen (* 24. Januar 1987 in Stavanger) ist eine ehemalige norwegische Squashspielerin.

## Karriere
Lotte Eriksen spielte 2006 erstmals auf der PSA World Tour und gewann auf dieser zwei Titel bei insgesamt vier Finalteilnahmen. Ihre beste Platzierung in der Weltrangliste erreichte sie mit Rang 53 im Dezember 2014. Ihr letztes Profiturnier bestritt sie im Juli 2016.
Mit der norwegischen Nationalmannschaft nahm sie mehrfach an Europameisterschaften teil. Im Einzel stand sie 2011, 2013 und 2014 im Hauptfeld und erreichte 2013 mit dem Einzug ins Viertelfinale ihr bestes Resultat.
Sie wurde von 2005 bis 2019 insgesamt 15 Mal in Folge norwegische Landesmeisterin.

## Erfolge
- Gewonnene PSA-Titel: 2
- Norwegische Meisterin: 15 Titel (2005–2019)